# Clinothelphusa kakoota
Clinothelphusa kakoota Tay & Ng, 2001 è una specie di granchio della famiglia delle Parathelphusidae, endemica dello Sri Lanka. È l'unica specie del genere Clinothelphusa Tay & Ng, 2001.
Il suo habitat naturale è tropicale e subtropicale, vive tipicamente in foreste umide, in paludi, e in fiumi. È una specie minacciata dall'estinzione per la sottrazione del suo habitat naturale da parte dell'uomo, e pertanto è stata inserita nella lista rossa degli animali da proteggere dello IUCN.